# Punta Chame
Punta Chame este o localitate din districtul Chame, provincia Panamá Oeste, Panama, cu o populație de 443 de locuitori (în 2010). Populația sa în 1990 era de 294 de locuitori; în 2000 – 375 de locuitori.